# خورشیدگرفتگی

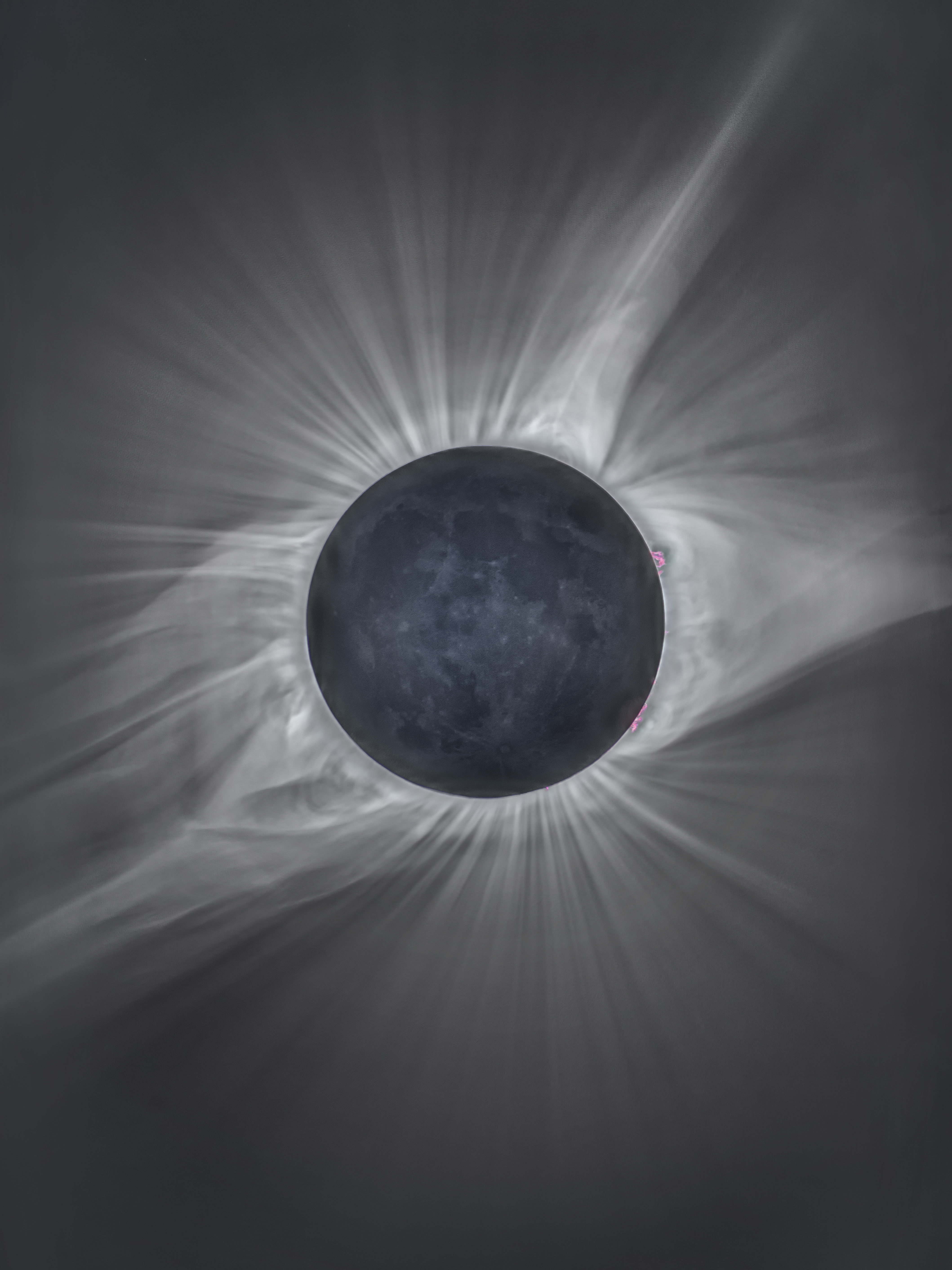
طی فرایند خورشیدگرفتگی کامل، ماه روی خورشید را می‌پوشاند و تاریکی همه جا را فرا می‌گیرد. از بالای قرص پوشیده‌شدهٔ خورشید، خورشید گرفتگی ۵ دی به صورت کلی بوده‌است گویی فورانی از آتش، نور و گازهای بسیار داغ به آسمان زبانه می‌کشد.

خورشیدگرفتگی یا کسوف (به پهلوی، مهرتَمیک) زمانی رخ می‌دهد که بخشی از زمین در سایه‌ای که ماه به‌طور کامل یا جزئی جلوی نور خورشید را می‌گیرد، فرومی‌رود. این زمانی رخ می‌دهد که خورشید، ماه و زمین در یک راستا قرار گیرند. چنین هم‌ترازی هم‌زمان با ماه جدید (سیزیژی) است که نشان می‌دهد ماه نزدیک‌ترین به دایرةالبروج است. در یک کسوف کامل، قرص خورشید به‌طور کامل توسط ماه پوشیده می‌شود. در کسوف‌های جزئی و حلقوی، تنها بخشی از خورشید پوشیده می‌شود.
اگر ماه در مداری کاملاً دایره‌ای، کمی نزدیک‌تر به زمین، و در همان صفحه مداری قرار می‌گرفت، هر ماه جدید خورشیدگرفتگی کاملی داشت. با این حال، از آنجایی که مدار ماه بیش از ۵ درجه نسبت به مدار زمین به دور خورشید کج است، سایه آن معمولاً زمین را از دست می‌دهد. خورشیدگرفتگی تنها زمانی رخ می‌دهد که ماه در طول ماه جدید به اندازه کافی به صفحه دایرةالبروج نزدیک شود. برای همزمانی این دو رویداد باید شرایط خاصی رخ دهد زیرا مدار ماه در گره‌های مداری خود دو بار در هر ماه دراکونی (۲۷٫۲۱۲۲۲۰ روز) از دایرةالبروج عبور می‌کند در حالی که یک ماه جدید در هر ماه سینودی (۲۹٫۵۳۰۵۹ روز) یک بار رخ می‌دهد؛ بنابراین، خورشیدگرفتگی (و ماه‌گرفتگی) تنها در طول فصول خسوف رخ می‌دهد که منجر به حداقل دو، و تا پنج، خورشیدگرفتگی در هر سال می‌شود. بیش از دو مورد از آنها می‌تواند خسوف کامل باشد.
کسوف کامل نادر است زیرا زمان ماه جدید در فصل خسوف باید دقیق‌تر باشد تا بین ناظر (روی زمین) و مراکز خورشید و ماه هماهنگ شود. علاوه بر این، مدار بیضی شکل ماه اغلب آن را به اندازه کافی از زمین دور می‌کند که اندازه ظاهری آن به اندازه‌ای بزرگ نیست که بتواند خورشید را به‌طور کامل مسدود کند. خورشیدگرفتگی کامل در هر مکان خاص نادر است زیرا کلیت فقط در امتداد یک مسیر باریک در سطح زمین وجود دارد که توسط سایهٔ کامل یا سایهٔ ماه ردیابی می‌شود.
کسوف یک پدیدهٔ طبیعی است. با این حال، در برخی از فرهنگ‌های باستانی و مدرن، خورشیدگرفتگی به دلایل ماوراءطبیعی نسبت داده می‌شد یا به عنوان نشانه‌های بد تلقی می‌شد. خورشید گرفتگی کامل می‌تواند برای افرادی که از توضیح نجومی آن بی‌خبرند ترسناک باشد، زیرا به نظر می‌رسد خورشید در طول روز ناپدید می‌شود و آسمان در عرض چند دقیقه تاریک می‌شود.
از آنجایی که نگاه مستقیم به خورشید می‌تواند منجر به آسیب دائمی چشم یا نابینایی شود، هنگام مشاهده خورشیدگرفتگی از روش‌های ویژه محافظت از چشم یا مشاهده غیرمستقیم استفاده می‌شود. مشاهده تنها فاز کل خورشیدگرفتگی کامل با چشم غیر مسلح و بی‌محافظت، بی‌خطر است. این عمل باید با دقت انجام شود، اگرچه کاهش شدید درخشندگی خورشید با ضریب بیش از ۱۰۰ بار در آخرین دقیقه قبل از کلیت، مشخص می‌کند که چه زمانی کلیت شروع شده‌است و برای آن تغییرات شدید و دیدگاه تاج خورشیدی است که مردم را به سفر به منطقه کلی سوق می‌دهد (فازهای جزئی بیش از دو ساعت طول می‌کشد در حالی که فاز کل می‌تواند حداکثر حداکثر ۷/۵ دقیقه برای هر مکان و معمولاً کمتر طول بکشد). افرادی که تحت عنوان تعقیب‌کننده خورشیدگرفتگی یا کسوف شناخته می‌شوند، حتی به مکان‌های دوردست سفر می‌کنند تا خورشیدگرفتگی‌های مرکزی را مشاهده کنند.

## مفهوم
برای ارائهٔ تعریف دقیق خورشیدگرفتگی، باید به تعاریف زیر توجه نمود:
- گذر (ستاره‌شناسی): هرگاه از دید یک ناظر، یک جسم آسمانی که در ظاهر کوچکتر است از مقابل یک جسم آسمانی که در ظاهر بزرگتر است عبور نماید، گذر جسم اول (از مقابل جسم دوم) رخ داده‌است.
- اختفاء (ستاره‌شناسی): هرگاه از دید یک ناظر، یک جسم آسمانی که در ظاهر بزرگتر است از مقابل یک جسم آسمانی که در ظاهر کوچکتر است عبور نماید، اختفاء جسم دوم (توسط جسم اول) رخ داده‌است.
- گرفت (ستاره‌شناسی): هرگاه یک جسم آسمانی از خلال سایه یک جسم آسمانی دیگر عبور کند، گرفت جسم اول (توسط جسم دوم) رخ داده‌است.

بر اساس این تعاریف نجومی، هرگاه ماه از میان زمین و خورشید عبور نماید و سایه ماه روی قسمتی از زمین بیفتد هم اختفاء خورشید توسط ماه و هم گرفت زمین توسط ماه رخ داده‌است. با وجود این، چنان‌که از قدیم به رخ دادن این پدیده خورشیدگرفتگی گفته می‌شده‌است، هنوز هم از این نام استفاده می‌شود. 

خورشیدگرفتگی ۲۰ مرداد ۱۳۷۸ (۱۱ اوت ۱۹۹۹م) به عنوان آخرین خورشیدگرفتگی کامل در قرن بیستم میلادی بود. منطقه خورگرفت کامل، ناحیه سیاه بسیار کوچکی که در مرکز خورشیدگرفتگی جزئی در تصویر مشخص است از ایران نیز می‌گذرد.

## هندسه مداری
زمین در گردش به دور خورشید و ماه در گردش به دور زمین در مدارهای بیضی شکل اما نزدیک به دایره حرکت می‌کنند. شعاع مدار گردش زمین به دور خورشید (تقریباً ۱۵۰ میلیون کیلومتر) حدود ۴۰۰ برابر بزرگتر از شعاع مدار گردش ماه به دور زمین (تقریباً ۳۸۰ هزار کیلومتر) است و این در حالی است که اندازه واقعی قطر خورشید نیز حدود ۴۰۰ برابر بزرگتر از اندازه واقعی قطر ماه است. این وضعیت باعث شده‌است که اندازه ظاهری ماه و خورشید از دید ناظر زمینی تقریباً یکسان دیده شود.
بیضی بودن مدارها، باعث می‌شود که فاصله زمین تا خورشید در طول سال در حدود ۱٫۶ ٪ و فاصله ماه تا زمین در طول زمان تا حد ۵٫۴ ٪ کم یا زیاد شود. این مطلب موجب شده‌است که در زمان‌های مختلف، اندازه ظاهری ماه و خورشید کمی تغییر کند و در نتیجه ماه گاهی کوچکتر، گاهی هم‌اندازه و گاهی اندکی بزرگتر از خورشید دیده شود. از سطح کره زمین، اندازه ظاهری ماه از ۲۹٫۳ تا ۳۴٫۱ دقیقه قوس و اندازه ظاهری خورشید از ۳۱٫۶ تا ۳۲٫۷ دقیقه قوس در تغییر است.
صفحه مدار گردش ماه به دور زمین (دائرةالبروج)، نسبت به صفحه مدار گردش زمین به دور خورشید ۵٫۱۴۵ درجه، زاویه دارد. این عامل باعث می‌شود که در زمان مقارنه ماه، در بیشتر موارد از خط واصل بین زمین و خورشید فاصله داشته باشد و تنها در بعضی از دفعات ماه نو این سه جرم آسمانی تقریباً در یک خط راست قرار بگیرند.

ویژگی‌های مداری ذکر شده در بالا، موجب شده‌است که پدیده خورشیدگرفتگی در کره زمین از ویژگی‌های منحصربه‌فردی در بین سیارات منظومه خورشیدی برخوردار باشد و پیچیدگی‌ها و زیبایی‌های خاصی به شرح زیر در آن دیده شود. 

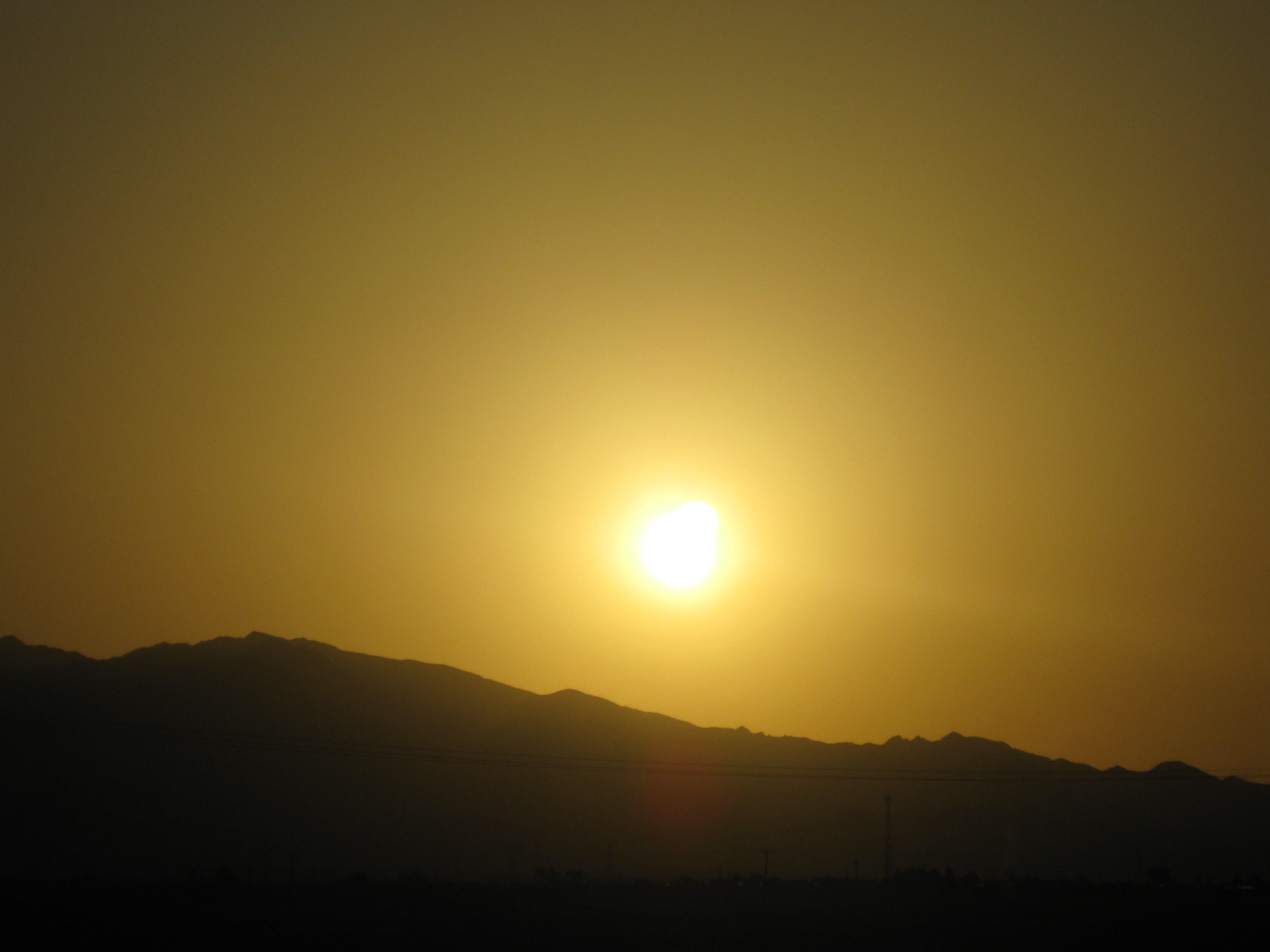
خورشیدگرفتگی در صبحگاه ۳۱ تیر ۱۳۸۸ در مسیر مشهد به تهران

## دفعات
حدود ۳۰ روز طول می‌کشد تا ماه یک گردش کامل به دور زمین انجام دهد و در هر بار گردش، یک بار ماه نو رخ خواهد داد.
اگر صفحه مداری گردش ماه به دور زمین همان صفحه مداری گردش زمین به دور خورشید می‌بود، در هر ماه یک بار خورشید گرفتگی رخ می‌داد. اما وجود ۵ درجه انحراف زاویه‌ای بین این دو صفحه، باعث می‌شود که در بسیاری از ماه‌ها، ماه از بالا یا پایین قرص خورشید بگذرد.
بنابرین تنها دو یا سه بار در هر سال، ماه در هنگام عبور از فاصله میان زمین و خورشید به اندازه کافی به خط واصل بین زمین و خورشید نزدیک می‌شود و در این هنگام گرفتگی خورشید رخ می‌دهد.

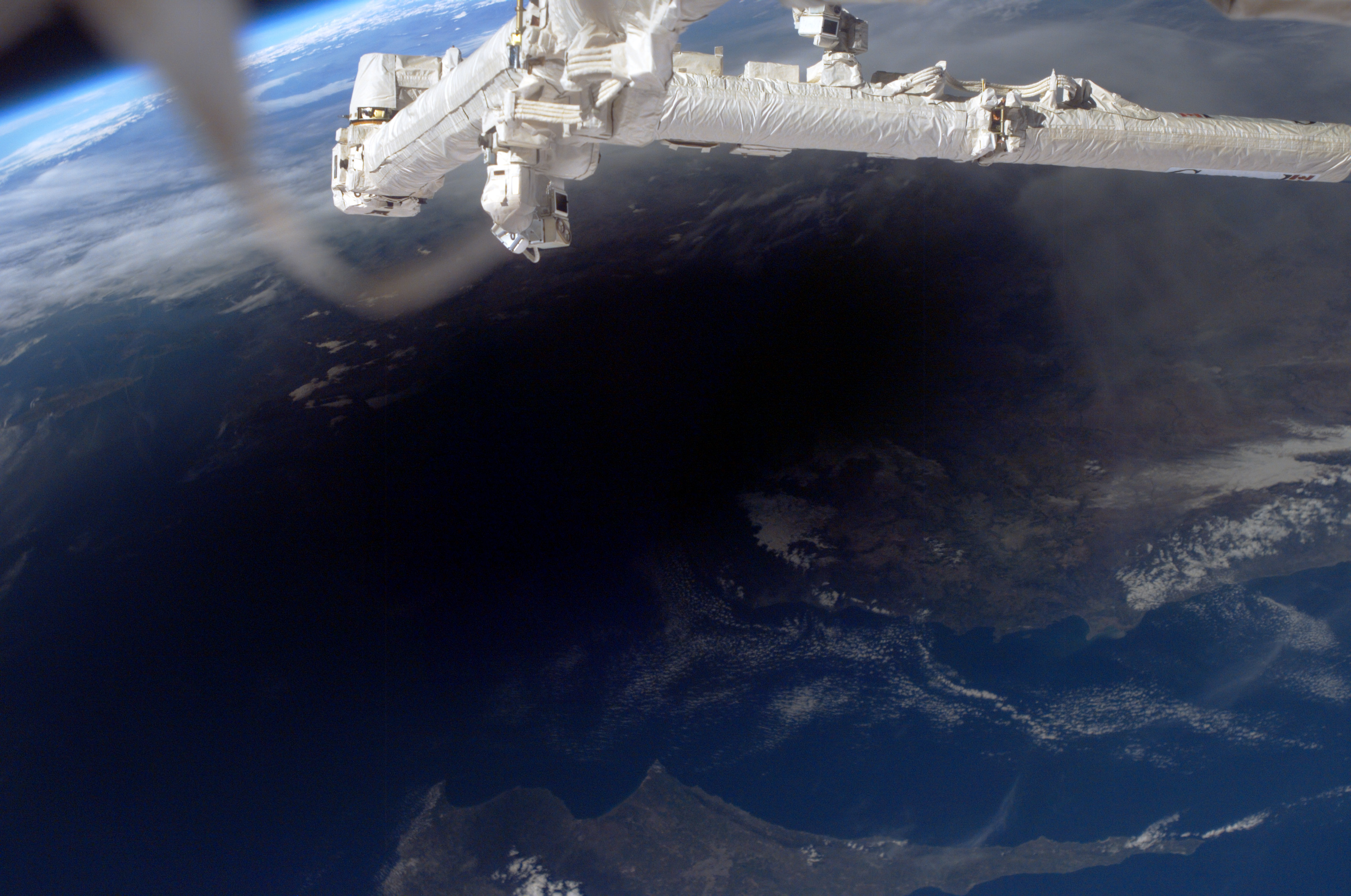
سایه ماه بر روی ترکیه و قبرس از دید ایستگاه فضایی بین‌المللی در هنگام خورشیدگرفتگی ۹ فروردین ۱۳۸۵

## گونه‌ها

### حلقوی
این نوع از خورشیدگرفتگی، هنگامی رخ می‌دهد که از سطح زمین اندازه ظاهری ماه کوچکتر از اندازه ظاهری خورشید دیده شود. در این وضعیت، در مکان‌هایی از کره زمین که به خط واصل مرکز خورشید و مرکز کره ماه خیلی نزدیک هستند، تنها حلقه پرنوری از خورشید دیده می‌شود و درون حلقه (که روی تاریک ماه است) کاملاً تاریک دیده می‌شود.

### کلی
این نوع از خورشیدگرفتگی، هنگامی رخ می‌دهد که از سطح زمین اندازه ظاهری ماه اندکی بزرگتر از اندازه ظاهری خورشید دیده شود. در این وضعیت، در مکان‌هایی از کره زمین که به خط واصل مرکز خورشید و مرکز کره ماه خیلی نزدیک هستند، تمام سطح خورشید توسط روی تاریک ماه پوشانده می‌شود. در خورشیدگرفتگی کلی (کسوف کامل) زمین، ماه و خورشید در یک راستا قرار می‌گیرند، در این حالت کل قرص خورشید در پشت ماه پنهان می‌شود. سایه ماه فقط چند کیلومتر از سطح زمین را در بر می‌گیرد و به موازات حرکت ماه در مدار خود، یک مسیر طولانی منحنی شکل در روی زمین می‌پیماید. تنها کسانی می‌توانند گرفتگی خورشید را ببینند که در جایی از این مسیر باریک و طولانی واقع باشند.

در هر نقطه، مدت گرفتگی کامل، بیشتر از دو تا پنج دقیقه طول نمی‌کشد. هر چه گرفتگی کامل نزدیکتر می‌شود، آسمان تاریکتر می‌شود و ستارگان بیشتری پدیدار می‌شوند. هنگامی‌که قرص خورشید کاملاً پوشانده می‌شود، هاله سفید رنگ درخشانی در اطراف ماه می‌درخشد. این همان تاج خورشیدی است که به صورت هاله‌ای از گازهای رقیق و داغ از خورشید جریان دارند. در کناره‌های قرص سیاه ماه، حلقه باریک و سرخ رنگی از گازهای خورشید به چشم می‌خورد که فام‌سپهر نام دارد. 

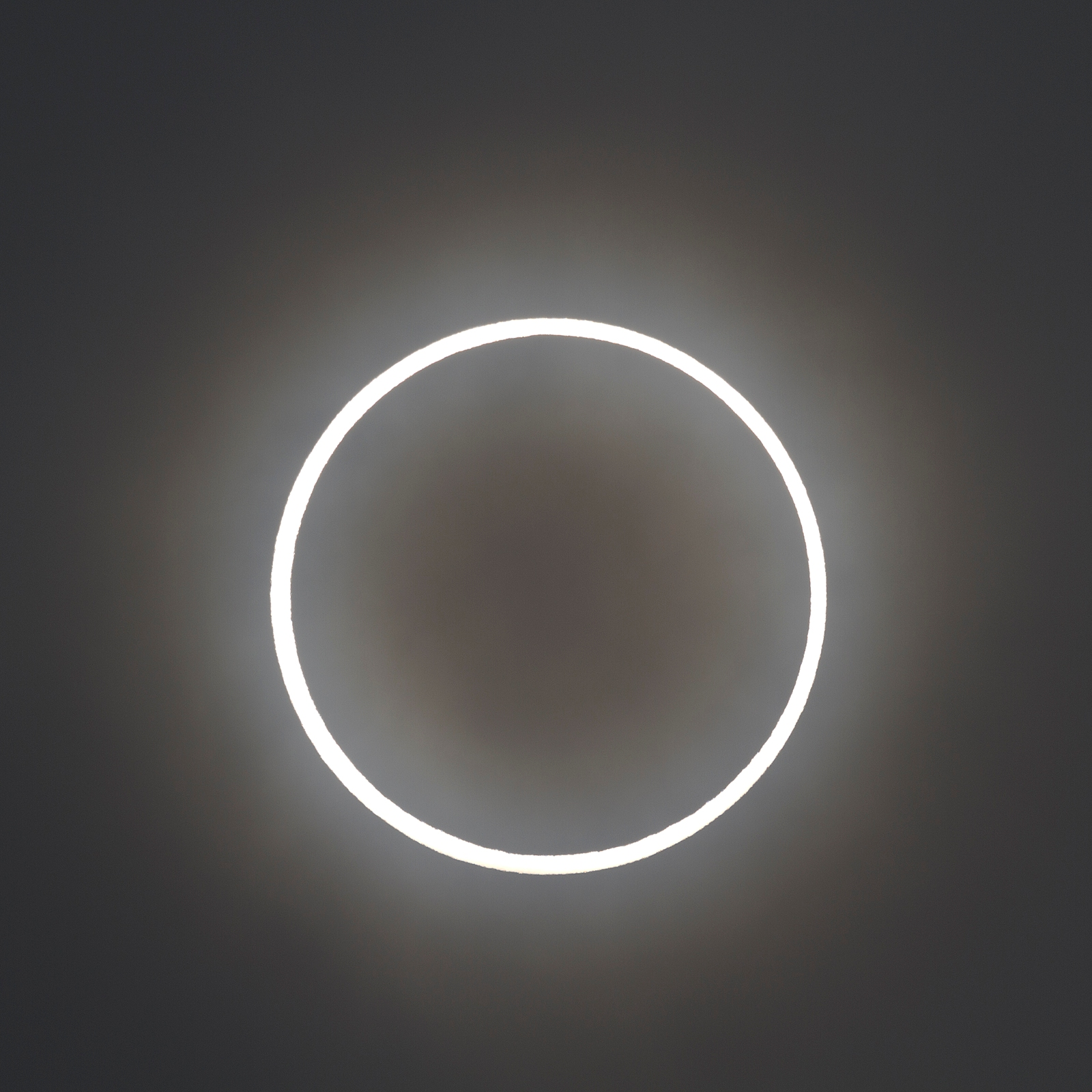
خورشیدگرفتگی حلقوی در کاشیما ژاپن.

### جزئی
هرگاه خورشیدگرفتگی اتفاق می‌افتد، در مکان‌هایی از سطح کره زمین که از خط واصل مرکز خورشید و مرکز کره ماه دور هستند، امکان تماشای گرفت کلی یا گرفت حلقوی وجود ندارد. در چنین نقاطی - که شامل مساحت بیشتری از زمین می‌شود - دو قرص خورشید و ماه هم‌مرکز دیده نمی‌شوند و در نتیجه روی تاریک ماه، تنها قسمتی از قرص خورشید را می‌پوشاند که به این حالت گرفت جزئی گفته می‌شود.

### مرکب یا ترکیبی
در بعضی از خورشیدگرفتگی‌ها، از سطح زمین اندازه ظاهری ماه و خورشید خیلی به یکدیگر نزدیک است. در این وضعیت که خیلی به ندرت رخ می‌دهد، ممکن است در نقاطی از سطح زمین خورشیدگرفتگی کلی و در نقاط دیگری خورشیدگرفتگی حلقوی دیده شود که به این حالت خورشیدگرفتگی مرکب گفته می‌شود. در این حالت نیز در دیگر نقاط سطح زمین، خورشیدگرفتگی جزئی دیده خواهد شد.Harrington, Philip S. (1997). Eclipse! The What, Where, When, Why and How Guide to Watching Solar and Lunar Eclipses. New York: John Wiley and Sons. ISBN 0-471-12795-7.

## ارتباط گونهٔ گرفتگی با سایه ماه
برای هر جسم کروی تاریک مانند ماه که در نزدیکی جسم کروی نورانی مانند خورشید قرار بگیرد، سایه‌ای تشکیل می‌شود که می‌توان در آن قسمت‌های زیر را تشخیص داد:

A کسوف کلی در قسمت سایه B کسوف حلقوی در پشت سایه (ضد سایه) C کسوف جزئی در قسمت نیم‌سایه

- سایه که جسم نورانی در آن دیده نمی‌شود و کاملاً تاریک است.
- نیم‌سایه که تنها یک سمت از جسم نورانی در آن دیده می‌شود، در قسمت بیرونی سایه قرار دارد و نیمه تاریک است.
- ضد سایه که قسمت‌های میانی جسم نورانی در آن دیده نمی‌شود، در قسمت عقب سایه قرار دارد و نیمه تاریک است.

اگر وضعیت مداری ماه در هنگام ماه نو به گونه‌ای باشد که هیچ‌کدام از سه قسمت سایه ماه با سطح زمین تلاقی نکند، خورشیدگرفتگی اتفاق نخواهد افتاد. در غیر این صورت، یکی از حالت‌های زیر رخ خواهد داد:
1. اگر فاصله ماه و زمین در هنگام ماه نو به میزانی (کم) باشد که بخش سایه ماه با سطح زمین تلاقی پیدا کند، در آن قسمت از زمین خورشیدگرفتگی کلی قابل رؤیت خواهد بود. (قسمت A در شکل مقابل)
2. اگر فاصله ماه و زمین در هنگام ماه نو به میزانی (زیاد) باشد که بخش سایه ماه با سطح زمین تلاقی پیدا نکند، در آن صورت ضد سایه با سطح زمین برخورد می‌کند و در چنین قسمت‌هایی از زمین خورشیدگرفتگی حلقوی قابل رؤیت خواهد بود. (قسمت B در شکل مقابل)
3. ممکن است در حالت‌های خاص بعضی نقاط زمین از بخش سایه و بعضی نقاط دیگر از بخش ضد سایه عبور کنند، که در این وضعیت خورشیدگرفتگی مرکب (در بعضی نقاط کلی و در بعضی نقاط حلقوی) خواهد بود. خورشیدگرفتگی فروردین‌ماه ۱۳۸۴ (آوریل ۲۰۰۵) در آمریکای جنوبی از این دسته بوده‌است.
4. در هر سه حالت فوق، قسمت‌های زیادی از سطح زمین از قسمت نیم‌سایه عبور خواهند کرد و در این نقاط خورشیدگرفتگی جزئی رؤیت می‌شود. (قسمت C در شکل مقابل)
5. ممکن است در شرایطی تنها نیم‌سایه با سطح زمین برخورد نماید. در این حالت بعضی نقاط سطح زمین خورشیدگرفتگی جزئی را تجربه خواهد کرد بدون اینکه در جایی خورشیدگرفتگی کلی یا حلقوی رخ داده باشد. خورشیدگرفتگی انتهای اسفندماه ۱۳۸۵ (مارس ۲۰۰۷) و خورشیدگرفتگی شهریورماه ۱۳۸۶ (سپتامبر ۲۰۰۷) از این‌گونه بوده‌اند.

## مسیر
در خلال گرفتگی، بر اثر حرکت ماه و چرخش زمین، سایه ماه زمین را از غرب به شرق طی می‌کند که به این سیر حرکتی سیر گرفتگی کلی می‌گویند. هر کسی که در این مسیر باشد خورشید را در حالت گرفت کلی خواهد دید، این مسیر در بیشترین حالت به ۳۲۰ کیلومتر می‌رسد و حدود نیم درصد سطح زمین را می‌پوشاند.

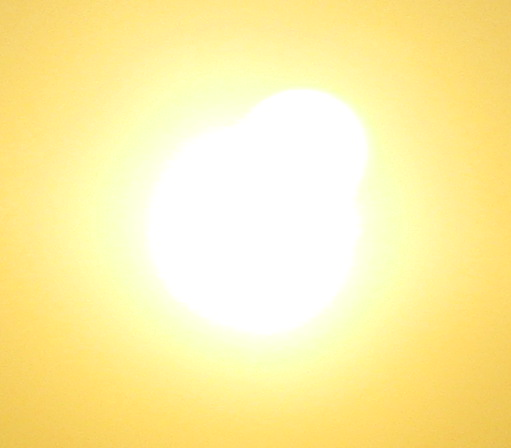
تصویر نزدیکتر خورشیدگرفتگی در صبحگاه ۳۱ تیر ۱۳۸۸ در مسیر مشهد به تهران

## در زمین و دیگر سیارات
اندازه ظاهری ماه و خورشید از دید اهالی کره زمین تقریباً یکسان و به دلیل بیضوی بودن مدارها تا حدودی دارای نوسان هستند. این مطلب موجب شده که پدیده خورشیدگرفتگی در کره زمین از ویژگی‌های منحصربه‌فردی در بین سیارات سامانه خورشیدی برخوردار باشد و پیچیدگی‌ها و زیبایی‌های خاصی در آن دیده شود.
در دیگر سیارات منظومه خورشیدی هم پدیده خورشیدگرفتگی روی می‌دهد، اما زیبایی‌های مربوط به خورشیدگرفتگی در کره زمین در دیگر سیاره‌ها دیده نمی‌شود. در سیاره مشتری، به دلیل تعدد ماه‌ها، خورشیدگرفتگی‌های متعددی رخ می‌دهد. در پلوتون نیز خورشیدگرفتگی وجود دارد اما این پدیده به صورت دوره‌ای و در فواصل بیش از ۱۰۰ سال رخ می‌دهد.

خورشیدگرفتگی کلی - ۱۹۹۹ میلادی

## در طول تاریخ

### باورهای پیشین
در طول تاریخ این پدیده همواره مورد توجه اقوام و ملل مختلف بوده‌است. اغلب تمدن‌های کهن خورشید گرفتگی را پدیده‌ای شوم می‌پنداشتند و دربارهٔ آن اعتقادات خرافی داشتند. مردم در زمان‌های قدیم از گرفتگی خورشید می‌ترسیدند، چرا که در ابتدا علت گرفتگی را نمی‌دانستند و خیال می‌کردند که ممکن است خورشید برای همیشه ناپدید شود و به‌طور معمول این پدیده را به مسائل فراطبیعی و خدایان ارتباط می‌دادند و ناپدید شدن خورشید را ناشی از خشم خدایان می‌پنداشتند.
مردم چین عقیده داشتند که هنگام خورشید گرفتگی اژدهایی خورشید را می‌بلعد. در بسیاری از فرهنگ‌ها خورشید گرفتگی بلایی آسمانی پنداشته می‌شده‌است. مردم هند در خلال گرفتگی خود را تا گردن در آب فرومی‌کردند و اعتقاد داشتند که با این کار به خورشید و ماه کمک می‌کنند تا در برابر اژدها از خود دفاع کنند.
هنگام تدفین ابراهیم فرزند پیامبر اسلام، خورشیدگرفتگی ۲۷ ژانویه ۶۳۲ رخ داد و مردم گفتند که خورشید به دلیل مرگ ابراهیم اندوهگین است. اما محمد به همه گفت: «ایها الناس ان الشمس و القمر آیتان من آیات الله یجریان بامره، مطیعان له، لا ینکسف لموت احد و لا لحیاته، فاذا انکسفا او احدهما صلوا»

ترجمه: ای مردم همانا خورشید و ماه دو نشانه از نشانه‌های قدرت حق تعالی هستند که تحت اراده و فرمان او هستند و برای مرگ و حیات کسی نمی‌گریند و هر زمان دیدید آن دو یا یکی از آنها گرفت نماز بگزارید.

### باستان
نخستین خورشیدگرفتگی که در تاریخ بشر ثبت شده به تاریخ ۱۱ اکتبر سال ۲۱۳۴ پیش از میلاد توسط دو ستاره‌شناس چینی انجام شده‌است. البته آن‌ها موفق به پیش‌بینی آن نشده بودند.
بر اساس پژوهش‌های ناسا مردم تمدن بابل چگونگی پیش‌بینی ماه‌گرفتگی را می‌دانستند. آن‌ها همچنین نخستین پیش‌بینی خورشیدگرفتگی در تاریخ سوم مه سال ۱۳۷۵ پیش از میلاد را پیش‌بینی و ثبت کردند. گمان می‌رود که بابلی‌ها از چرخه ساروس آگاه بودند. توجه شود پیش‌بینی خورشیدگرفتگی بسیار دشوارتر است زیرا سایه قابل مشاهده خورشیدگرفتگی روی زمین فقط چند ده کیلومتر است و به محاسبات دقیق در مقیاس دقیقه قوس نیاز دارد.
به نظر می‌آید که تالس در سال ۶۱۰ پیش از میلاد خورشیدگرفتگی را بر اساس خورشیدگرفتگی پیش از آن و استفاده از چرخه ساروس (۱۸ سال و ۱۱ روز) پیش‌بینی کرده‌است. با گذشت یک چرخه ساروس پس از خورشیدگرفتگی، خورشید و ماه و زمین تقریباً به همان موقعیت در فضا برمی‌گردند که یک خط تقریباً راست است؛ بنابراین او توانست سال وقوع خورشیدگرفتگی را پیش‌بینی کند اما توانایی پیش‌بینی ماه و روز وقوع آن نداشت.
در سده دوم پیش از میلاد و زمان بطلمیوس پیش‌بینی خورشیدگرفتگی دقیق‌تر شد.

### امروز
امروزه جنبه علمی این پدیده به خوبی شناخته شده‌است و به همین خاطر به غیر از تماشای زیبایی ظاهری آن، استفاده‌های علمی هم از این پدیده صورت می‌پذیرد. 

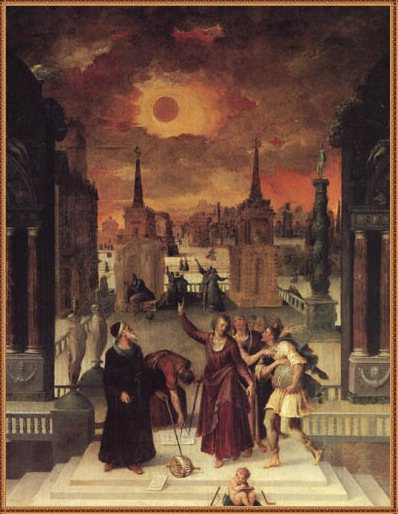
نگاره‌ای از خورشیدگرفتگی سال ۱۵۷۱ در اروپا

در زمان خورشیدگرفتگی و به خصوص در خورشیدگرفتگی کلی، امکان انجام بررسی‌های علمی خاصی روی بعضی از مسائل علمی فراهم می‌شود که در مواقع دیگر عملاً غیرممکن است و همین مطلب ارزش علمی این پدیده را بالا می‌برد.
مدتها پیش از آنکه گرفتگی رخ دهد. برنامه‌ریزی دقیقی صورت می‌گیرد تا چندین گروه در مسیر گرفت مستقر شوند. ستاره‌شناسان تلاش می‌کنند تا محل‌هایی را انتخاب کنند که در مدت کوتاهی، ابرگرفتگی نباشد. طی چند دقیقه قابل استفاده، دوربین‌ها و دستگاه‌ها، هم‌زمان به عکسبرداری و آزمایش‌های مختلف مشغول می‌شوند. حتی برخی از گروه‌های پژوهش‌گر در حالی که دستگاه‌ها را در هواپیما جای می‌دهند مطالعات خود را هنگام پرواز انجام می‌دهند. آن‌ها با این روش می‌توانند از مزاحمت ابرها به دور باشند و نیز با پرواز هواپیما، مسیر سایه ماه را دنبال کنند. از اینرو به مدت مشاهده گرفتگی چندین دقیقه افزوده می‌شود.
وقتی ماه قرص خورشید را می‌پوشانَد، لایه‌های خارجی جو خورشید را می‌توان رصد کرد. با پدیدار شدن ستاره‌ها می‌توان انحنای فضازمان را اندازه‌گیری کرد با محاسبه زمان تماس اول ماه با خورشید می‌توان به جزئیاتی در حرکت مداری ماه و زمین پی برد. می‌توان ستارگان دنباله‌داری را که در حضیض هستند بررسی کرد. در سده اخیر مهم‌ترین سنجش‌های خورشید گرفتگی اندازه‌گیری مکان ستاره‌های قابل روئیت در اطراف خورشید و تأیید تجربی نسبیت عام آلبرت اینشتین است. نسبیت عام پایه کیهان‌شناسی نوین است. امروزه گرفتگی کامل، برای اخترشناسان فرصت گرانبهایی است تا بخش‌های کم نورتر تاج خورشید و نیز لایه فام‌سپهر را مطالعه کنند.

## تماشای خورشیدگرفتگی
نگاه کردن به خورشیدگرفتگی با چشم غیر مسلح، خسارت‌های جبران‌ناپذیری به چشم انسان وارد می‌کند.

برای تماشای خورشیدگرفتگی می‌توان از عینک‌های ویژه‌ای که به این منظور ساخته شده‌اند استفاده کرد. فیلتر مورد استفاده در این عینک‌ها باید با استاندارد جهانی ایزو ۲–۱۲۳۱۲ منطبق باشد.

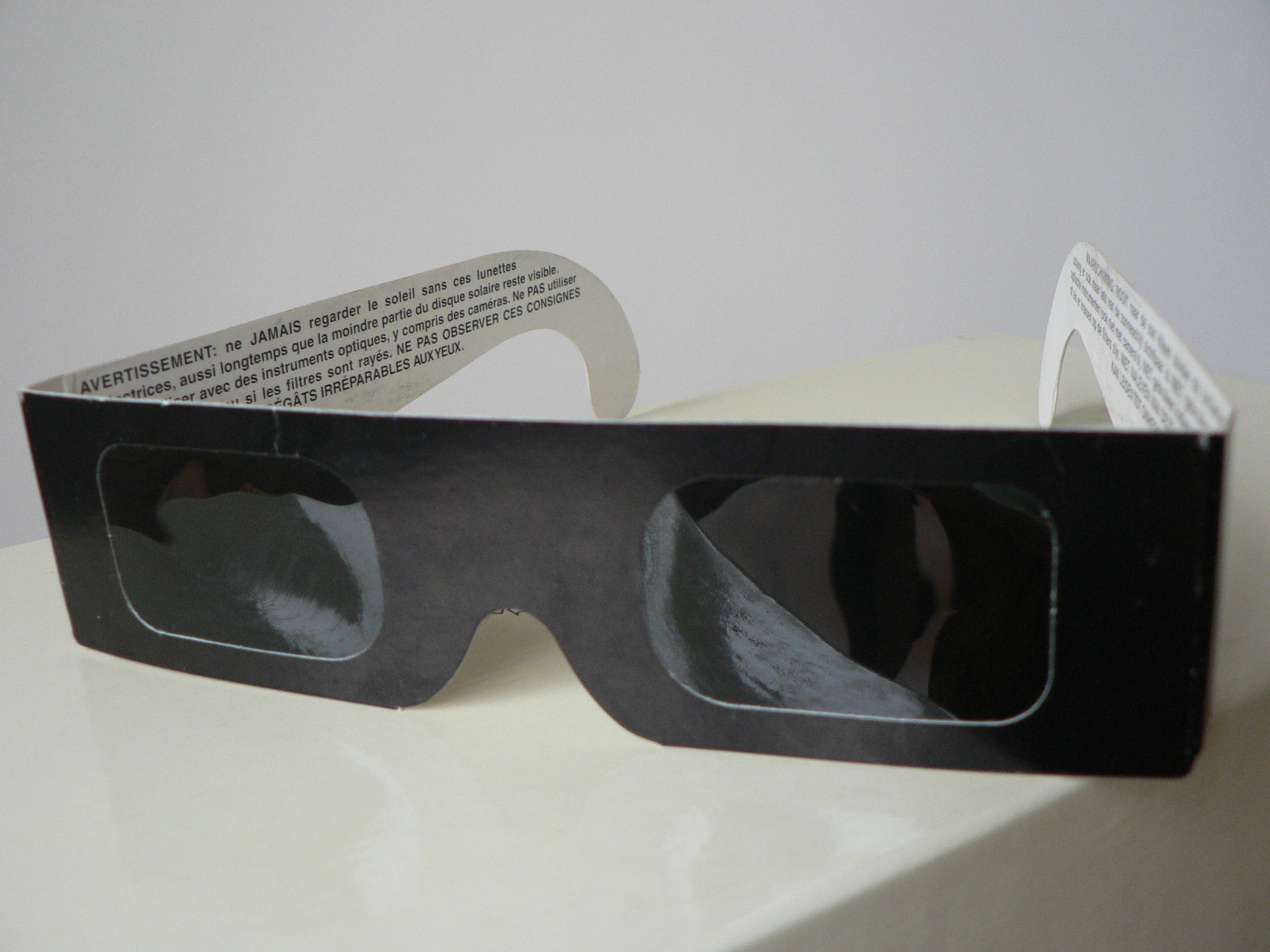
عینک ویژه تماشای خورشیدگرفتگی

## حیوانات
در هنگام خورشیدگرفتگی کامل خیلی از حیوانات هراسان شده یا رفتار آن‌ها عوض می‌شود. برخی از آن‌ها فکر می‌کنند که غروب شده‌است.